# 투명인간 (1969년 영화)
"투명인간"은 1969년에 개봉한 대한민국의 영화이다.

## 캐스팅
- 신성일 : 시도 역
- 남정임 : 미연 역
- 김동원
- 허장강 : 광식 역
- 서영춘
- 이순재